# Neuffontaines
Neuffontaines – miejscowość i gmina we Francji, w regionie Burgundia-Franche-Comté, w departamencie Nièvre.
Według danych na rok 1990 gminę zamieszkiwało 128 osób, a gęstość zaludnienia wynosiła 9 osób/km² (wśród 2044 gmin Burgundii Neuffontaines plasuje się na 782. miejscu pod względem liczby ludności, natomiast pod względem powierzchni na miejscu 685.).